# Onderscheidingen binnen Nederlandse ridderorden
De Nederlandse staat kent drie verschillende ridderorden, waarbinnen verschillende onderscheidingen bestaan:
- De Militaire Willems-Orde
- De Orde van de Nederlandse Leeuw
- De Orde van Oranje-Nassau

## Militaire Willems-Orde

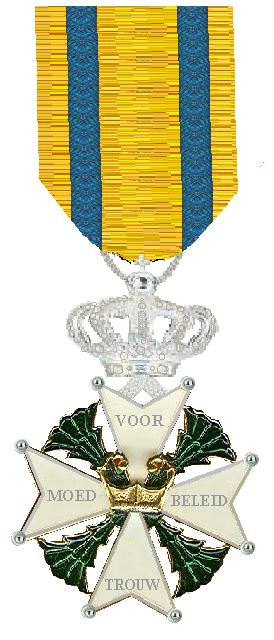
Ridder in de Militaire Willems-Orde

De Militaire Willems-Orde (MWO) werd in 1815 ingesteld en is, met de Orde van de Nederlandse Leeuw, de oudste onderscheiding van Nederland. Het is tevens de hoogste onderscheiding die Nederland kent.
De orde kent vier graden:
1. Ridder Grootkruis
2. Commandeur
3. Ridder derde klasse
4. Ridder vierde klasse

De Militaire Willems-Orde is ingesteld naar aanleiding van de Slag bij Waterloo. Koning Willem I had een onderscheiding nodig om daden van moed te kunnen belonen. Zijn zoon, de latere Willem II, was de eerste die de nieuwe onderscheiding mocht ontvangen; hij werd Ridder-Grootkruis. Na de Tweede Wereldoorlog werd Prinses Wilhelmina op haar beurt door haar dochter Koningin Juliana begiftigd met het Ridder-Grootkruis. Buiten haar is aan slechts een andere vrouw de Militaire Willems-Orde uitgereikt.
In de loop der jaren is de orde meer dan 6000  keer uitgereikt. De belangrijkste gebeurtenissen in dit verband zijn:
- De Slag bij Waterloo (1815)
- De Belgische opstand (1830)
- De periode Nederlands-Indië (waaronder vooral de Atjehoorlog)
- De Tweede Wereldoorlog (1939-1945)
- De Politionele acties (1947-1949)
- De Koreaanse Oorlog (1950-1954)

## Orde van de Nederlandse Leeuw

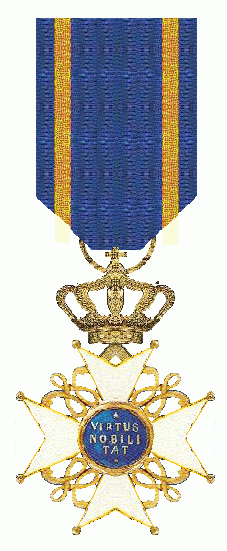
Ridder in de Orde van de Nederlandse Leeuw

De oudste orde voor maatschappelijke verdiensten in Nederland is de Orde van de Nederlandse Leeuw. Deze orde is evenals de Militaire Willems-Orde ingesteld in 1815. 
Voor deze orde komen mensen in aanmerking met zeer uitzonderlijke verdiensten voor de samenleving. Het gaat dan om prestaties of inspanningen - vaak op basis van bijzondere talenten - die erg belangrijk zijn voor de maatschappij. Denk bijvoorbeeld aan baanbrekend wetenschappelijk werk of innovatief ondernemerschap. Maar ook aan uitmuntende sportprestaties of unieke creativiteit op het gebied van kunst en cultuur. De ridderlijke graden zijn, van hoog naar laag:
1. Ridder Grootkruis
2. Commandeur
3. Ridder
4. Broeder

De aan de orde verbonden broederschap is in 1994 afgeschaft. In 1960 werd voor het laatst een Broeder benoemd. Tussen 1815 en 1960 zijn 572 broedermedailles, vaak aan bemanningsleden van reddingsboten maar ook aan kamerbewaarders van ministers en Commissarissen van de Koningin, uitgereikt.

## Orde van Oranje-Nassau

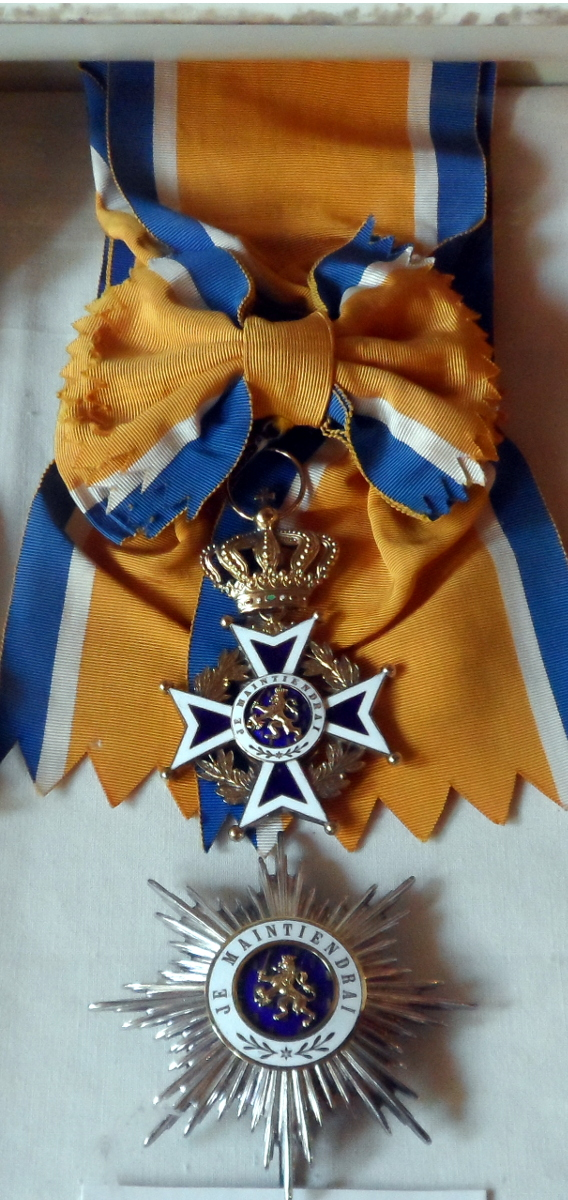
Orde van Oranje-Nassau grootkruis

De Orde van Oranje-Nassau kent negen graden. Deze worden toegekend aan mensen die "waardering en erkenning verdienen uit de samenleving". Het gaat bijvoorbeeld om maatschappelijk en cultureel vrijwilligerswerk. Het gaat dan niet alleen om bestuurders, maar ook om mensen die door hun inzet verenigingen draaiend houden en organisaties toegankelijk maken voor de samenleving. De onderscheidingen zijn van hoog naar laag:
1. Ridder Grootkruis
2. Grootofficier
3. Commandeur
4. Officier
5. Ridder
6. Lid

De rang Lid is ingevoerd in 1996. Voor die tijd werden er ook eremedailles toegekend, van hoog tot laag: 
1. Eremedaille, in goud
2. Eremedaille, in zilver
3. Eremedaille, in brons

De Orde van Oranje-Nassau is op 4 april 1892 ingesteld onder regentes Emma, nadat Luxemburg in 1891 een zelfstandige staat was geworden. Tot die tijd bestond in Luxemburg de Orde van de Eikenkroon, ingesteld door koning Willem II. De onderscheidingen van deze orde werden ook aan Nederlanders toegekend. Tot 1996 bestond de orde uit vijf graden en waren aan de orde eremedailles (goud-zilver-brons) verbonden. Na 1996 bestaat de orde uit zes graden en worden de eremedailles niet meer uitgereikt. Zij mogen echter nog steeds gedragen worden.